# Caacupé Football Club
El Caacupé FBC es un club deportivo de fútbol de Paraguay, situado en la ciudad de Caacupé, Departamento de Cordillera. Milita en la Primera División B Nacional, una  de las tres secciones de la Tercera División del fútbol paraguayo. Juega sus partidos de local en el estadio Teniente Fariña de Caacupé.

## Historia
La selección de la Liga Caacupeña de Deportes logró el ascenso a la División Intermedia al coronarse campeona de la Primera División B Nacional de la U.F.I. Debido a esto, la Liga conformó un club unificado para poder participar en la División Intermedia de la Asociación Paraguaya de Fútbol, por vez primera en el campeonato del 2013.
En su primera temporada en la División Intermedia, en el campeonato del 2013 alcanza la 9.º posición entre 16 equipos.
En la temporada 2014 de la División Intermedia alcanzó la 10.º posición entre 16 equipos.
En la temporada 2015 de la División Intermedia finalizó en la 10.º posición entre 16 equipos.
En la temporada 2016 de la División Intermedia finalizó en la 6.º posición entre 16 equipos, cumpliendo así su mejor campaña en la categoría, hasta el momento.
En la temporada 2017 de la División Intermedia finalizó en la 15.º posición entre 16 equipos, quedando penúltimo en la tabla de promedios, por lo que desciende a Primera División B Nacional.

## Estadio
Para la temporada 2013 de la División Intermedia el club utiliza al principio el estadio San Francisco de Asís del Club 4 de Octubre de Atyra mientras se ponía a punto el estadio Teniente Fariña de Caacupé. A partir de la temporada 2014 de la intermedia actuó de local en el estadio Teniente Fariña.

### Plantilla 2017
- Actualizada el 14 de enero de 2017.

## Palmarés
- Como selección de la Liga Caacupeña de Deportes

### Torneos nacionales
| Torneos nacionales oficiales | Torneos nacionales oficiales | Torneos nacionales oficiales |
| Competición                  | Títulos                      | Subcampeonatos               |
| ---------------------------- | ---------------------------- | ---------------------------- |
| Primera División Nacional B  | 2012                         |                              |